# Bags' Groove
Bags' Groove è un album di Miles Davis pubblicato nel 1957 dalla Prestige Records.

## Il disco
Nel settembre del 1957 la Prestige di Bob Weinstock pubblicò l'album intitolato Miles Davis & the Modern Jazz Giants, uno dei primi e rari esempi di long playing a 16 ⅔ giri. Il disco, della durata straordinaria per l'epoca di circa 80 minuti, necessitava di essere riprodotto su giradischi adatti. L'esperimento con il nuovo formato durò poco e l'etichetta produsse solo sei dischi di quel tipo. Nell'album di Davis furono inseriti brani registrati in due diverse sessioni del 1954 con due diverse formazioni. La prima, del 29 giugno, fu realizzata con Sonny Rollins al sassofono tenore, Horace Silver al pianoforte e con la sezione ritmica del Modern Jazz Quartet formata da Percy Heath e Kenny Clarke. La quattro composizioni, tra le quali le celebri Airegin e Oleo di Rollins che rimasero per anni nel repertorio di Davis, erano già state pubblicate in precedenza nell'album a 10" Miles Davis with Sonny Rollins nel 1954. In questa nuova raccolta fu però aggiunta anche una versione alternativa di But Not for Me di Gershwin.
Il secondo gruppo di brani fu registrato il 24 dicembre con il vibrafonista Milt Jackson, con Thelonious Monk al pianoforte e sempre Heath al contrabbasso e Clarke alla batteria. Anche in questo caso le tracce erano già state pubblicate originariamente dalla Prestige in due LP da 10" intitolati rispettivamente Miles Davis All Stars Vol. 1 e Miles Davis All Stars Vol. 2 usciti nel corso del 1955 e per questa raccolta furono inserite versioni alternative inedite di Bag's Groove, composta da Jackson, e di un altro standard di Gershwin, The Man I Love.
Alla fine dell'anno, una parte del materiale del disco a 16 giri fu pubblicato in un più normale 33 giri a 12" che prese il titolo dal brano composto da Milt Jackson Bags' Groove. Nel 1959 infine il resto fu incluso in un altro 33 giri intitolato ancora Miles Davis and the Modern Jazz Giants che aveva una copertina diversa rispetto all'originale.
Sul primo lato di Bag's Groove furono incluse le due lunghe versioni dell'omonimo brano, mentre l'intero secondo lato fu occupato da tutte le tracce della sessione di giugno con Sonny Rollins e Horace Silver. Sulla copertina il disco venne accreditato al solo Miles Davis ma, come consuetudine, furono riportati anche i nomi degli altri musicisti. Nel retro il disco fu accreditato a Miles Davis and the Modern Jazz Giants riprendendo l'appellativo utilizzato nel disco a 16 giri uscito in precedenza.
L'incisione di Bags' Groove in dicembre fu segnata da un episodio che è forse più significativo per l'eco che ebbe fuori dallo studio che non per la sua sostanza o le sue conseguenze. Miles Davis chiese a Thelonious Monk di non suonare durante i suoi assoli perché non gli piaceva il modo di accompagnare di Monk e il pianista ne fu offeso. Miles dice che il dissapore fu di breve durata, ma il fatto venne riportato sulle note di copertina dal critico Ira Gitler e già prima aveva fatto un certo clamore - si disse che Monk aveva cercato di picchiare Miles, fatto che entrambi i protagonisti smentirono in maniera abbastanza divertita, vista la sproporzione fisica tra Monk, che era gigantesco, e Miles, che fisicamente era piuttosto esile.
L'album Bag's Groove e il 33 giri Miles Davis and the Modern Jazz Giants sostituirono i precedenti LP a 10 pollici e il disco a 16 giri nel catalogo Prestige e furono più volte ristampati e poi pubblicati su CD anche in versione rimasterizzata.

## Tracce
Lato A
1. Bags' Groove [Take 1] - (Milt Jackson) - 11:12
2. Bags' Groove [Take 2] - 9:20

Lato B
1. Airegin - (Sonny Rollins) - 4:57
2. Óleo - (Sonny Rollins) - 5:10
3. But Not for Me [Take 2] -  (George Gershwin, Ira Gershwin) - 4:34
4. Doxy - (Sonny Rollins) - 4:51
5. But Not for Me [Take 1] - 5:42

- Tracce del Lato A registrate il 24 dicembre 1954, Rudy Van Gelder Studio, Hackensack, New Jersey
- Tracce del Lato B registrate il 26 giugno 1954, Rudy Van Gelder Studio

## Formazione
29 giugno 1954
- Miles Davis - tromba
- Sonny Rollins - sassofono tenore
- Horace Silver - pianoforte
- Percy Heath - contrabbasso
- Kenny Clarke - batteria

24 dicembre 1954
- Miles Davis - tromba
- Milt Jackson - vibrafono
- Thelonious Monk - pianoforte
- Percy Heath - contrabbasso
- Kenny Clarke - batteria

## Edizioni
- 1957 – LP, Prestige Records PRLP 7109
- 1987 – CD, Original Jazz Classic Fantasy Record OJCCD-245-2
- 1997 – CD, JVC JVCXR-0046-2, edizione rimasterizzata digitalmente per il formato XRCD
- 2008 – CD, Prestige Records Concord Music Group PRCD-30645-25, edizione rimasterizzata digitalmente da Rudy Van Gelder
- 2009 – All Miles - The Prestige Albums, CD (x14), Universal Classics & Jazz 0600753217566, Italia, cofanetto che contiene la versione rimasterizzata del 1987
- 2010 – All Miles - The Prestige Albums, CD (x14), Universal Classics & Jazz 0600753315729, Italia, cofanetto che contiene la versione rimasterizzata del 1987

### Singoli e altri album
78 giri
- 1957 – Miles Davis, But Not For Me Pt. 1 & 2, 78gg, Prestige Records PR 915

Long playing 33 giri 10"
- 1954 – Miles Davis with Sonny Rollins, LP 10", Prestige Records PRLP 187
- 1955 – Miles Davis All Stars Vol. 1, LP 10", Prestige Records PRLP 196, contiene la take 1 di Bag's Groove

Long playing 16 ⅔ giri 12"
- 1957 – Miles Davis & the Modern Jazz Giants, LP, Prestige Records 16-3, LP a 16 ⅔ gg con 11 tracce

Long playing 33 giri 12"
- 1969 – Miles Davis and the Modern Jazz Giants, LP, Prestige Records PRLP 7650, contiene tutta la sessione del 24 dicembre 1954